# Cisarthron laevicolle
Cisarthron laevicolle là một loài bọ cánh cứng trong họ Ciidae. Loài này được Reitter miêu tả khoa học năm 1885.